# Rhododendron hippophaeoides
Rhododendron hippophaeoides är en ljungväxtart som beskrevs av Isaac Bayley Balfour och W. W. Sm. Rhododendron hippophaeoides ingår i släktet rododendron, och familjen ljungväxter. Utöver nominatformen finns också underarten R. h. occidentale.

## Bildgalleri

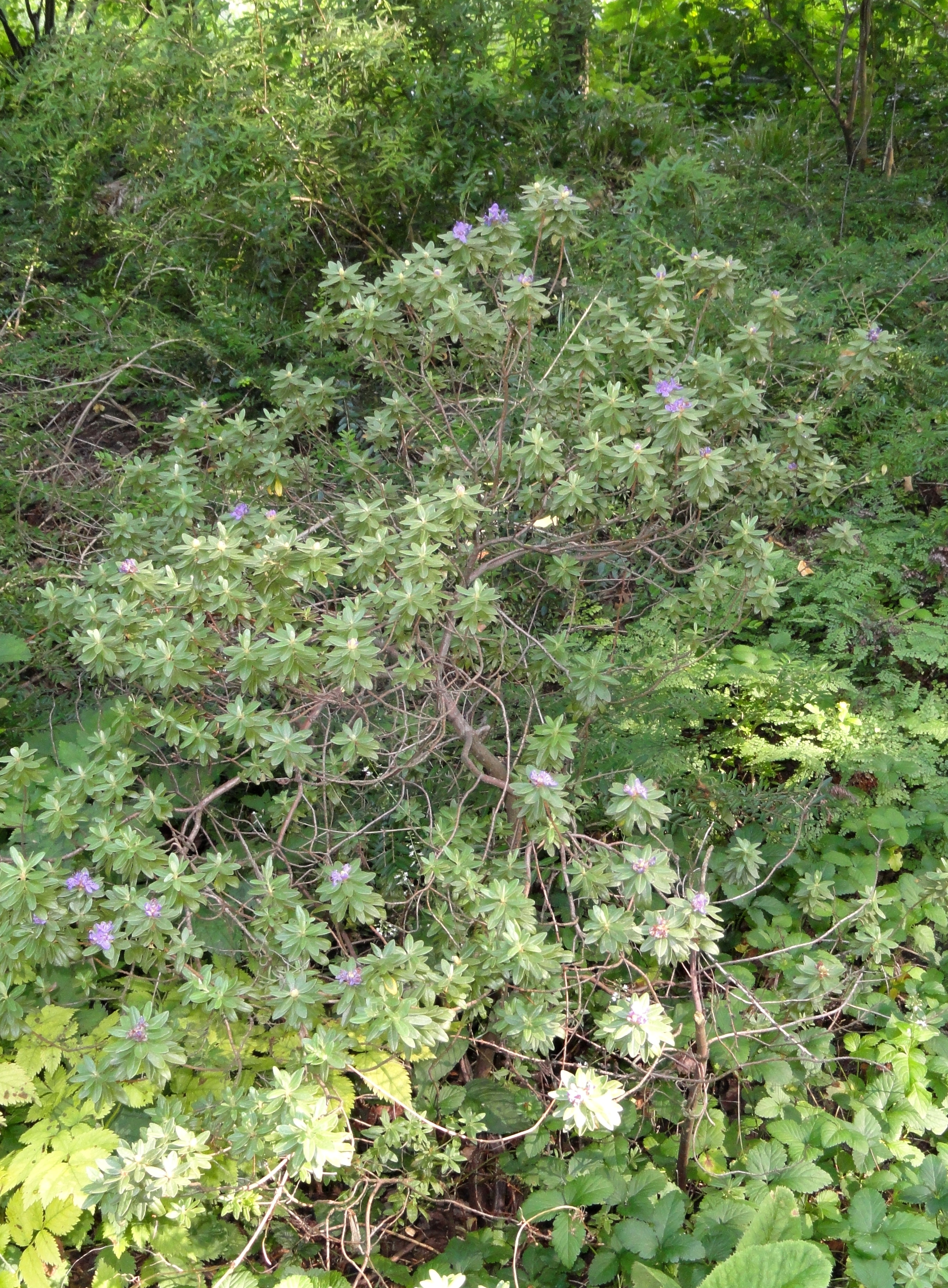
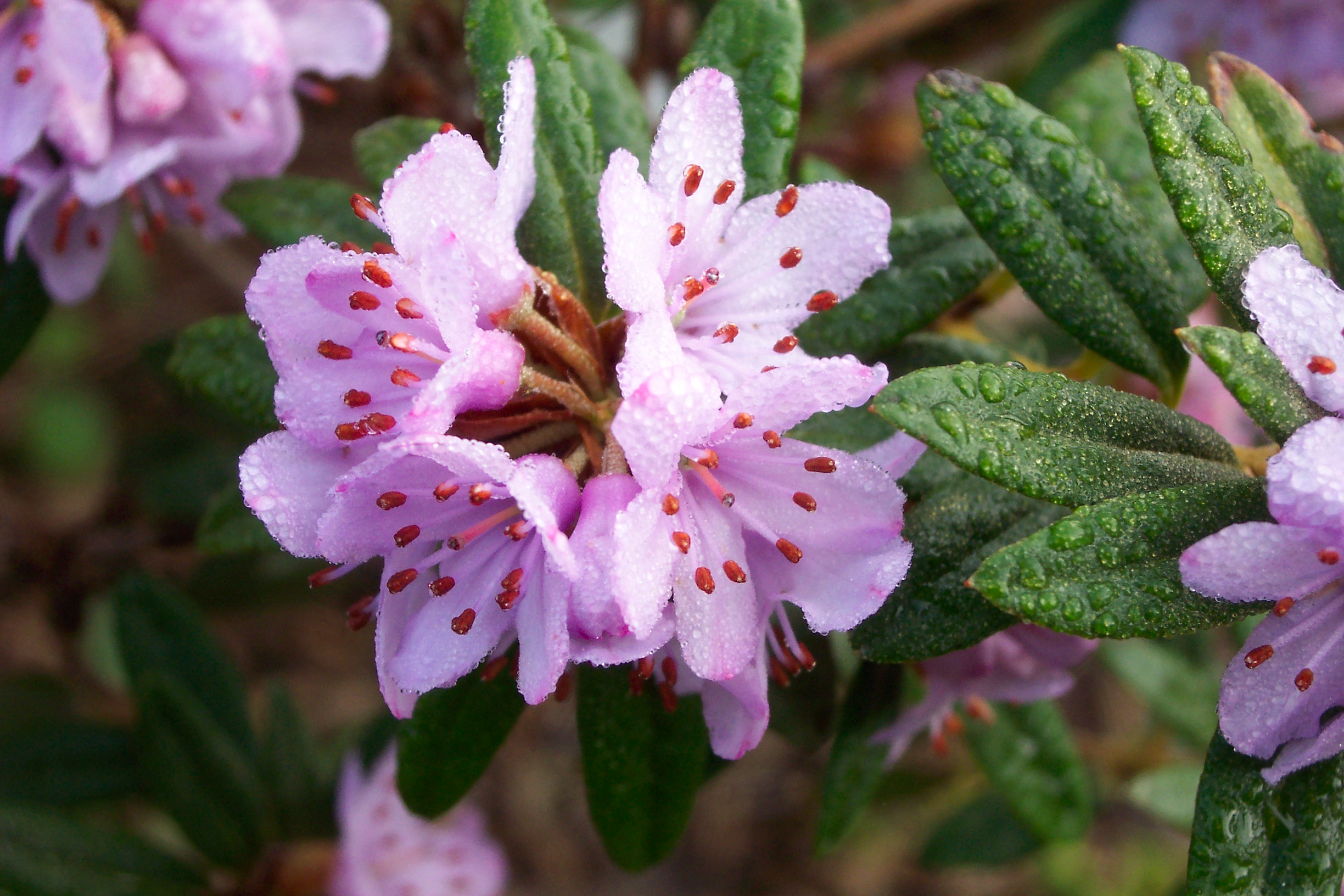
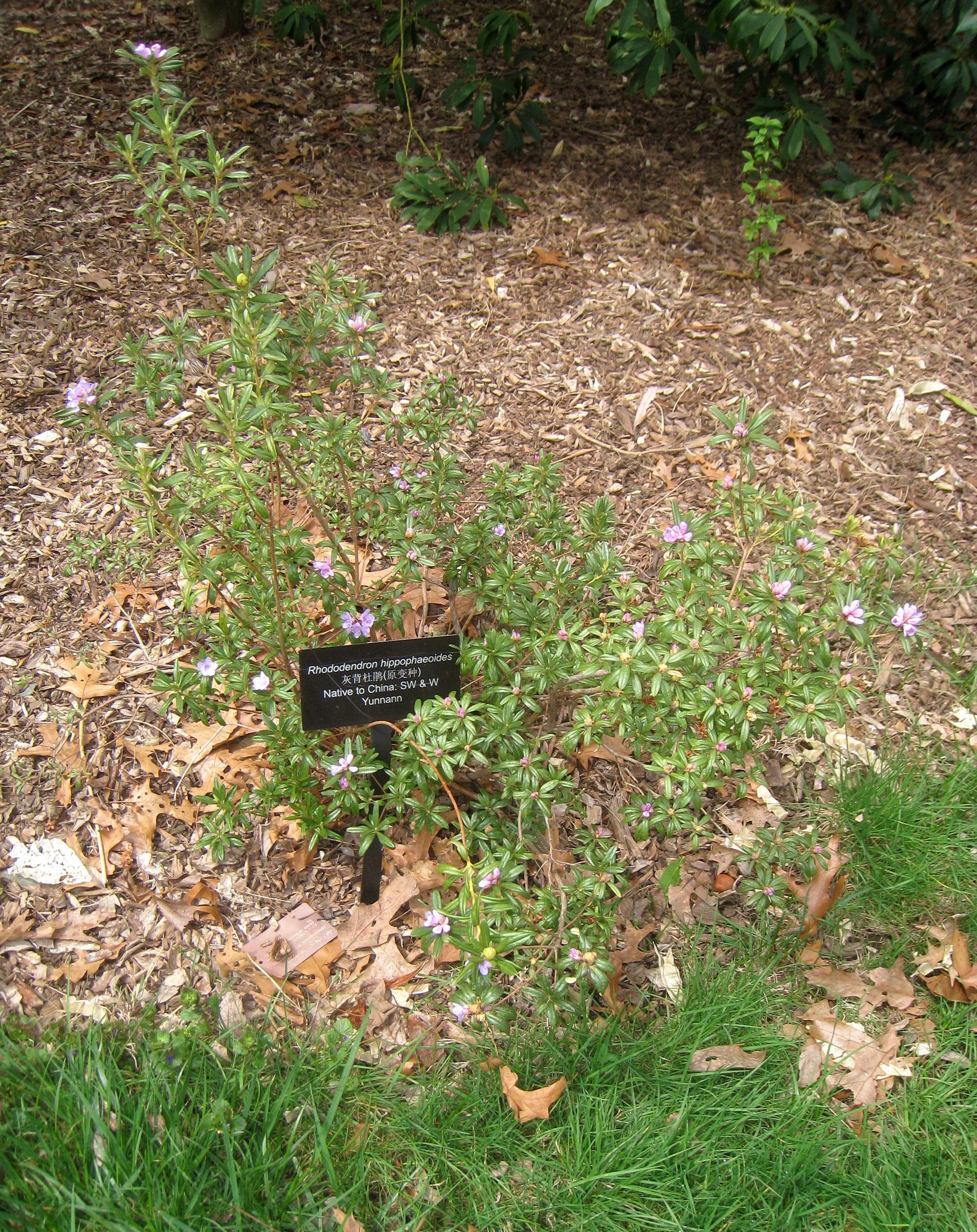
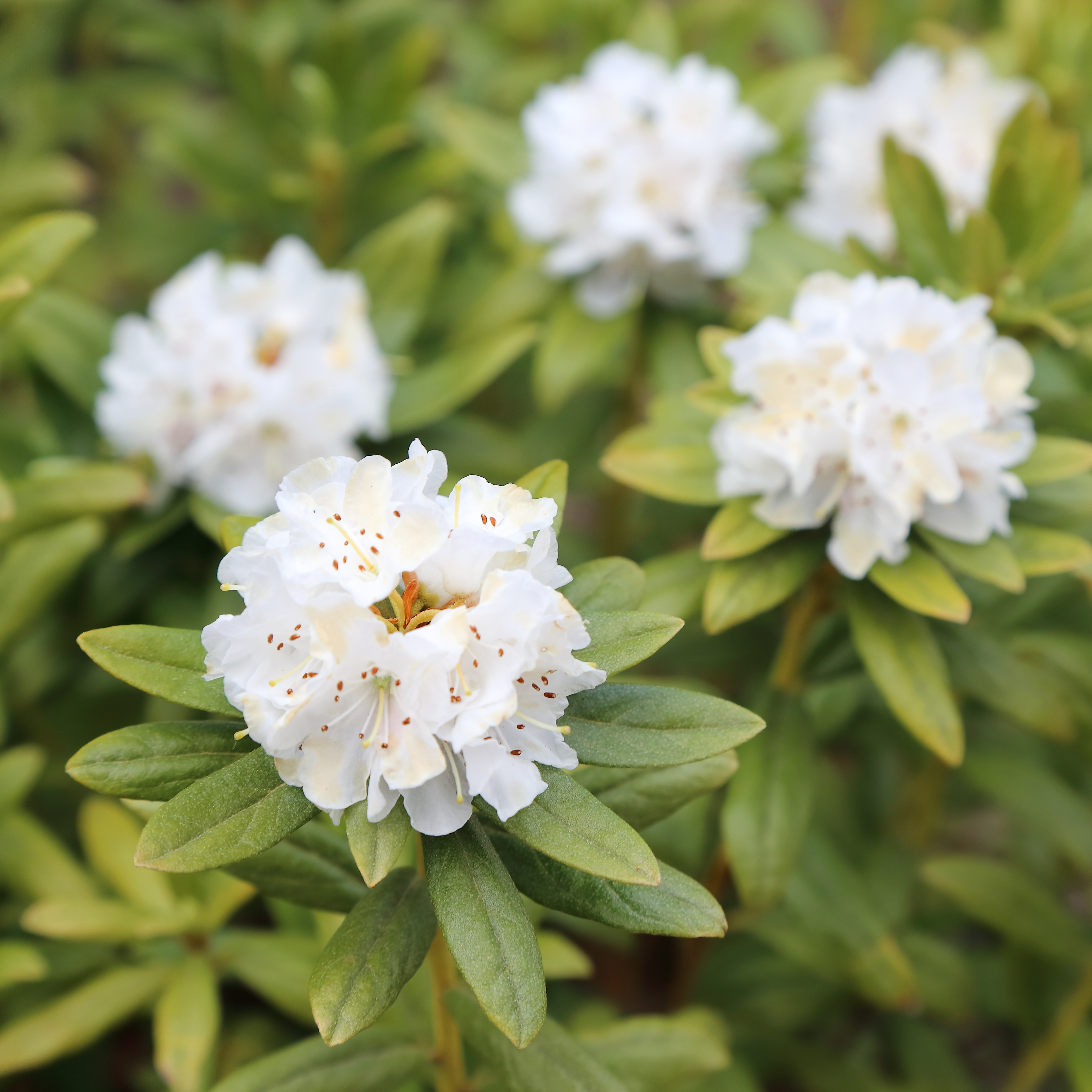
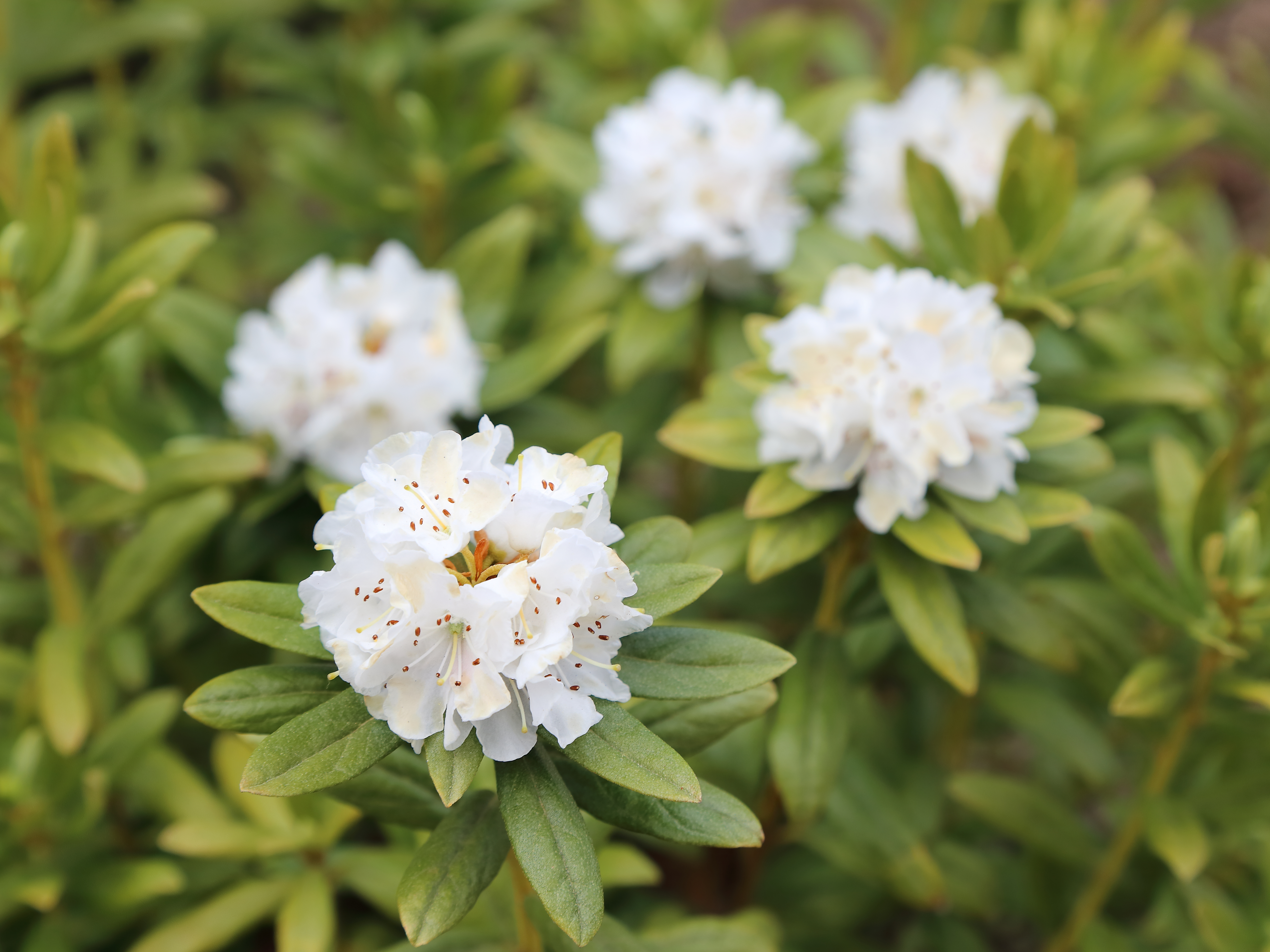